# エディナ・ドビ
エディナ・ドビ（Edina Dobi、女性、1987年10月22日 - ）は、ハンガリーのバレーボール選手。ポジションはミドルブロッカー。ハンガリー代表。

## 来歴
エゲル出身。14歳でバレーボールを始め、世代別の代表として2003年のU-18世界選手権に出場した。2008年にニューオーリンズ大学へ進学。2010年にシニアのハンガリー代表に初選出される。2015年ヨーロッパ選手権、2017年ワールドグランプリなどの国際大会に出場した。

## 所属クラブ
- Angyalföld DRC（2007-2008年）
- ニューオーリンズ大学（2008-2011年）
- TPM Racing Volley（2011-2012年）
- Entente Saint-Chamond Volley（2012-2013年）
- Modal Charleroi Volley（2013-2014年）
- Rote Raben Vilsbiburg（2014-2015年）
- Azeryol Baku（2015-2016年）
- アゼリョル・バクー（2016-2017年）
- Békéscsabai Röplabda SE（2017-2018年）